# Kasuvanahalli, Kadur
Kasuvanahalli là một làng thuộc tehsil Kadur, huyện Chikmagalur, bang Karnataka, Ấn Độ.